# Pernik (obchtina)
Lobchtina Pérnik (en bulgare : Община Перник) est une commune située dans l'ouest de la Bulgarie.

## Géographie
La commune de Pérnik est située dans l'ouest de la Bulgarie, à 32 km au sud-ouest de la capitale Sofia. Elle s'étend, du nord-ouest, vers le sud-est, sur l'extrémité méridionale du Bassin de Bréznik, les montagnes Forêt noire, Lyoulin et Golo bardo, le Bassin de Pérnik et le versant sud-ouest du mont Vitocha.
Le climat est continental de type semi-montagneux : les étés sont assez chauds et les hivers froids et neigeux.

## Histoire
Les premiers habitants connus de la région de Pernik sont la tribu Thrace des Agrianes. De cette période ont été datées quelques fortifications dont la plus connue est celle sur la colline à l'ouest de la ville, en surplomb du fleuve Strouma. Thucydide indique que le roi des Agrianes s'est joint à la marche de Sitalcès, roi des Odryses, contre le royaume de Macédoine en 429 avant J.C. Leur ville principale s'appelait Adéva (Adeβa), à l'emplacement de laquelle est bâtie l'actuelle Pernik. D'autres tribus Thraces de la région étaient les Granites et les Ileitis.
Au Moyen-Âge, la région de Pernik faisait partie de l'Etat bulgare. Lors du Premier État bulgare, une forteresse, dont le nom précis n'est pas connu, s'étendait sur la colline de la forteresse de Pernik. En 1004, le gouverneur Krakra défendit la forteresse et la route vers Serdika contre les troupes de l'empereur Byzantin Basile II. En 1016, Basile II tenta à nouveau de prendre Pernik mais après un siège de 88 jours dut se retirer. Après la mort sans héritiers du tsar Ivan Vladislav, en 1018, Krakra négocia avec les byzantins que les bulgares du thème de Bulgarie, conservent leur autonomie interne.
Sous l'Empire ottoman, Pernik perdit son importance stratégique et économique car il était situé dans une zone intérieure, loin des frontières et de la mer. La population de la ville resta largement bulgare.
Lors de la Libération de la Bulgarie, Pernik était un gros village, composé de plusieurs hameaux. L'activité principale était l'élevage et la vente d'animaux domestiques. La population procédait également à l'extraction à ciel ouvert de mines de charbon mais la production était à usage local.
Le développement de la région de Pernik commença au début du XXe siècle avec l'exploitation d'imports gisements de charbon autour de la ville, dont l'existance était connue depuis les 10 et 11èmes siècles.
Pernik a été érigé en ville en 1929 et en capitale régionale en 1958, lorsque l'exploitation des mines de charbon atteignit son apogée.

## Administration

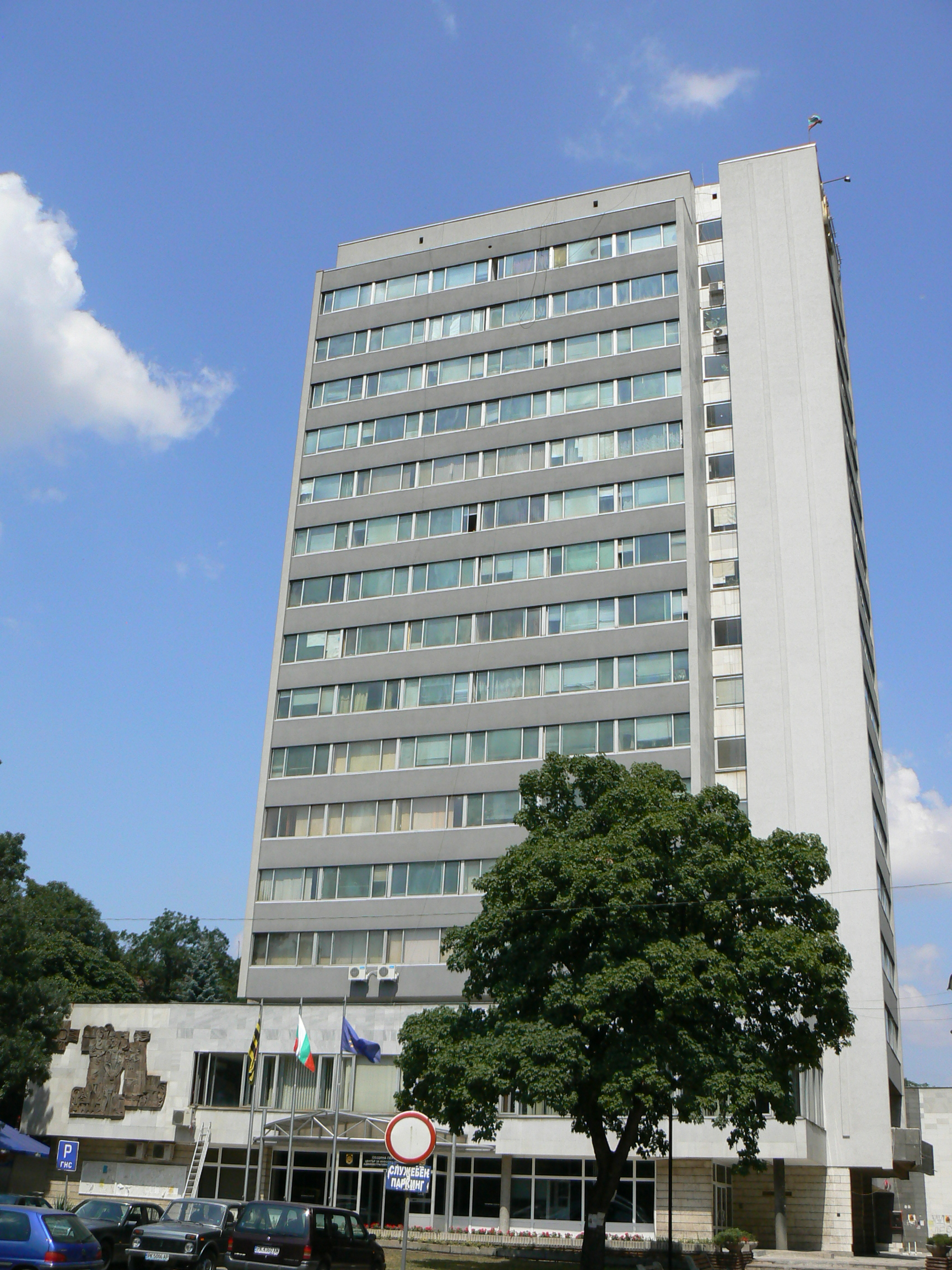
Mairie de Pérnik

Le chef-lieu de la commune de Pérnik est la ville de Pérnik. Elle fait partie de la province de Pernik.
La municipalité de Pernik comporte 24 localités :
| - Batanovtsi (ville) - Bogdanovdol - Bosnek - Tcherna Gora - Tchouïpetlovo - Divotino - Dragitchevo - Golemo Butchino | - Kladnitsa - Kralev Dol - Leskovets - Luline - Mechtitsa - Planintsa - Pernik (ville) - Radouy | - Rasnik - Roudartsi - Selichten Dol - Stoudena - Viskiar - Vitanovtsi - Yarjilovtsi - Zidartsi |

Les maires de la municipalité de Pernik, depuis la chute du régime communiste en 1989, ont été  :
- Lyoubtcho Stoïlov (1 août 1989 – 21 octobre 1991)
- Dimitar Boyajiév (21 octobre 1991 – 13 novembre 1995)
- Andréï Andréev (13 novembre 1995 – 10 novembre 2003)
- Antoanetta Baléva (10 novembre 2003 – 9 novembre 2007)
- Rossitsa Yanakiéva (9 novembre 2007 – 5 octobre 2014)
- Ivan Ivanov (1 novembre 2014 – 31 octobre 2015)
- Viara Cérovska (1 novembre 2015 – 25 septembre 2019)
- Sévdélina Kovatchéva (25 septembre – 12 novembre 2019)
- Stanislav Vladimirov (12 novembre 2019 – 2027)

## Galerie de photographies

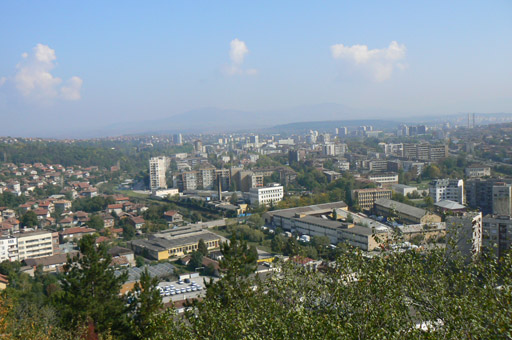
Vue général de Pérnik depuis la forteresse médiévale
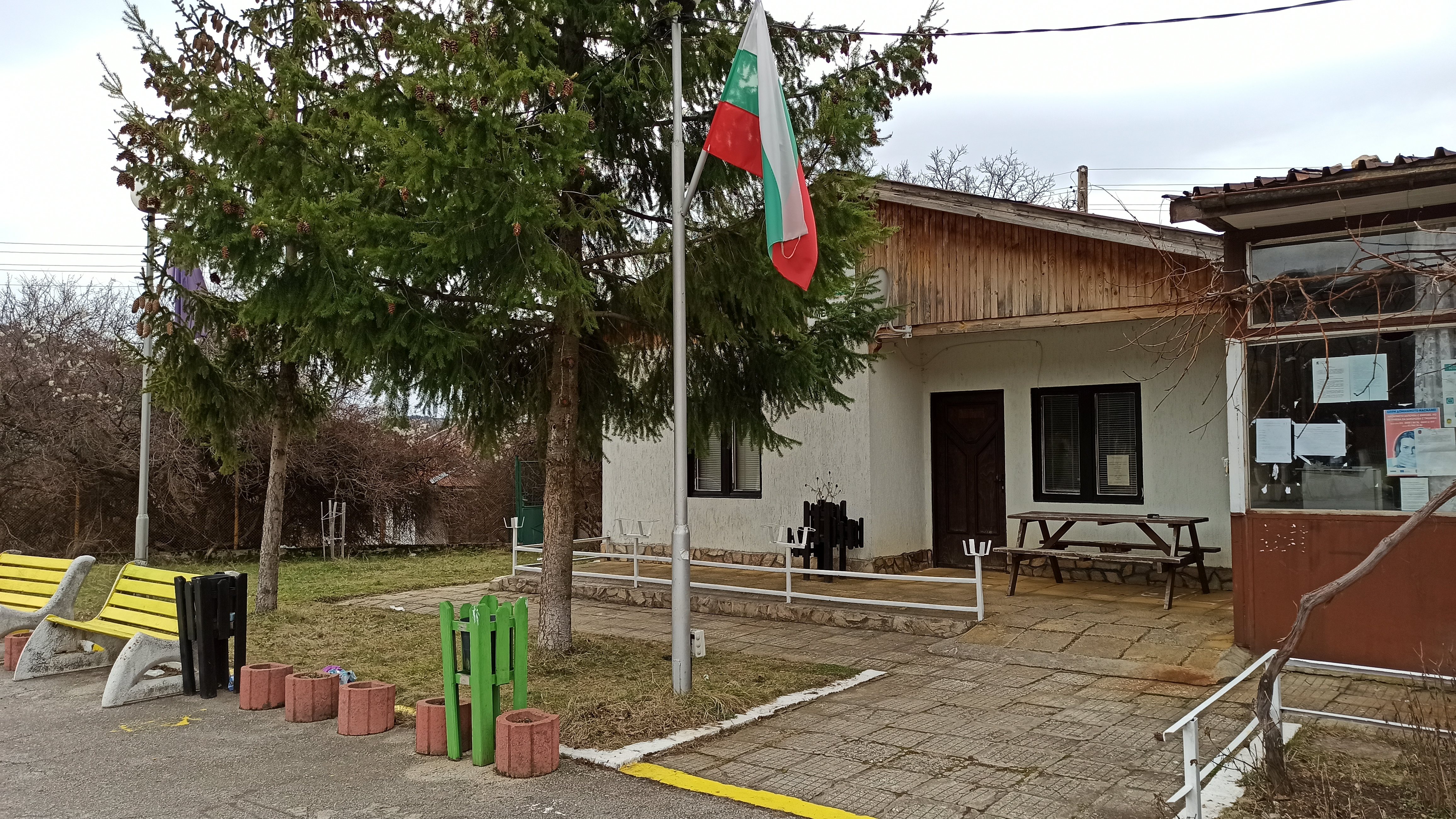
La mairie annexe de Bosnék
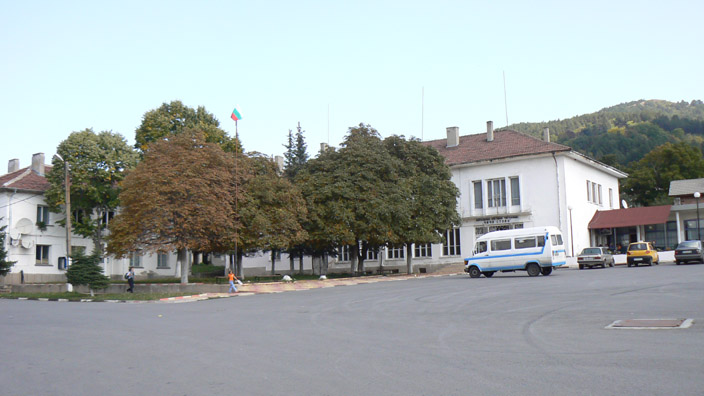
Le centre de Divotino
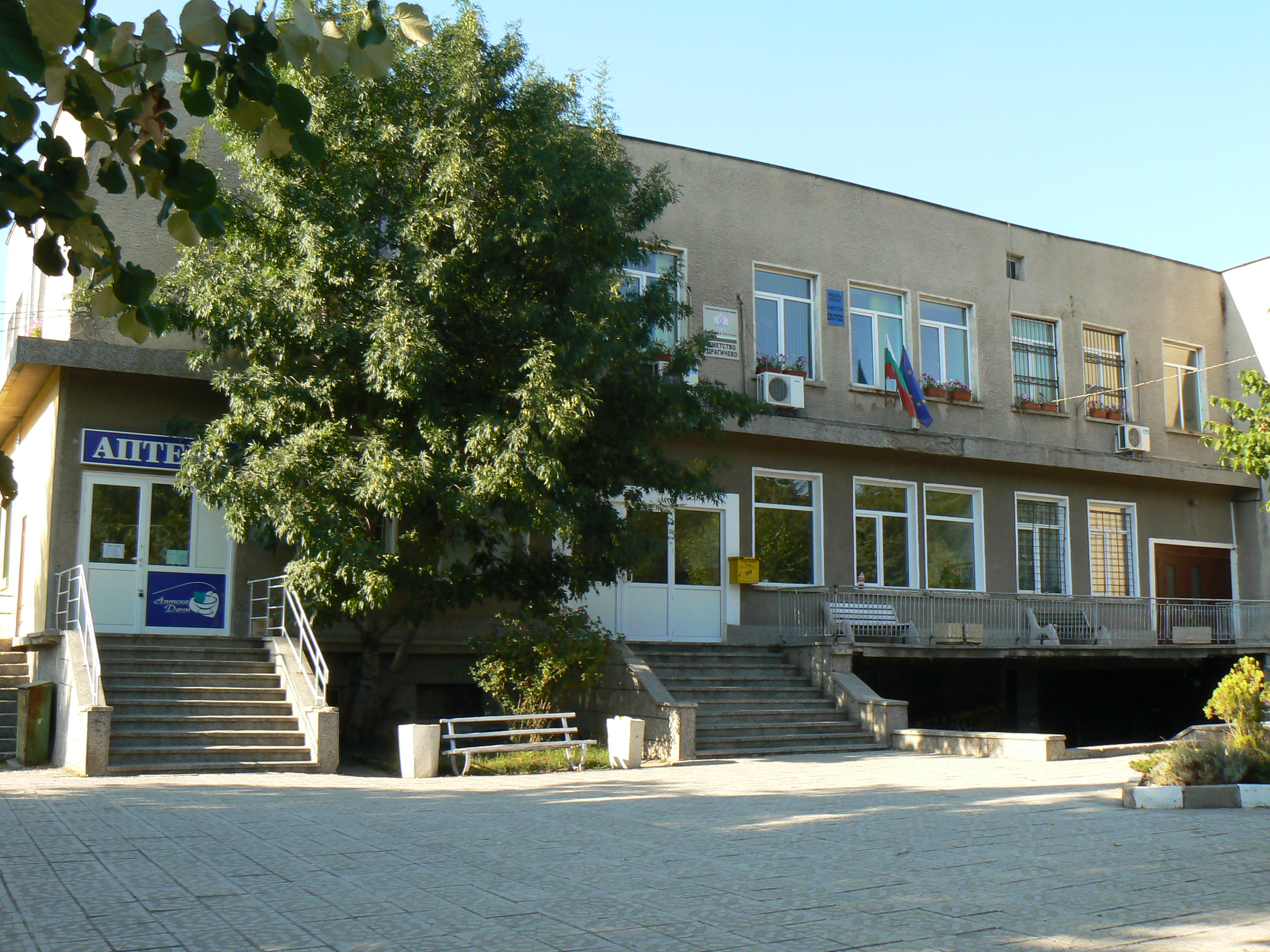
La mairie annexe de Draguitchévo
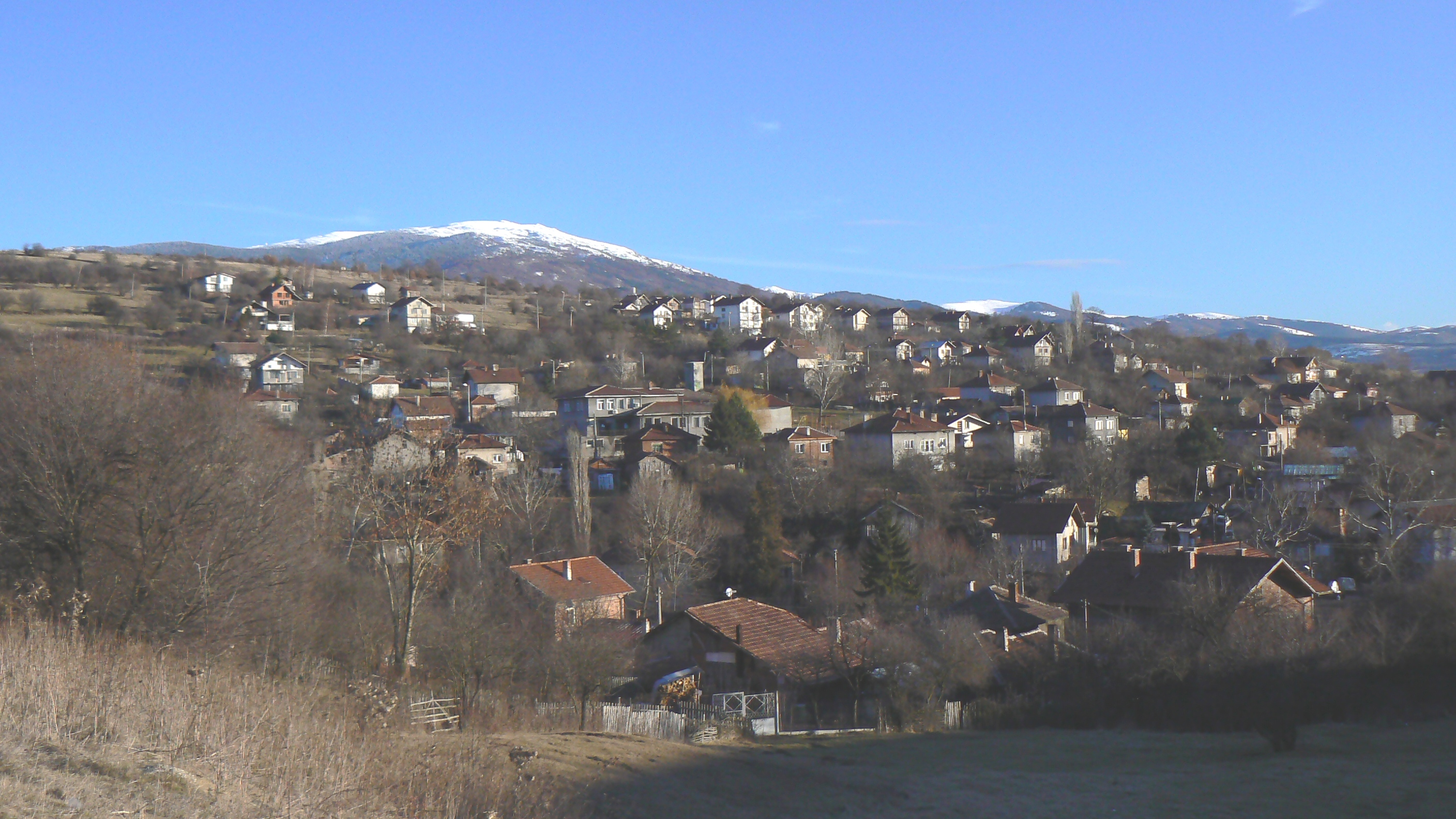
Vue de Golémo Boutchino et le Mont Vitocha au fond
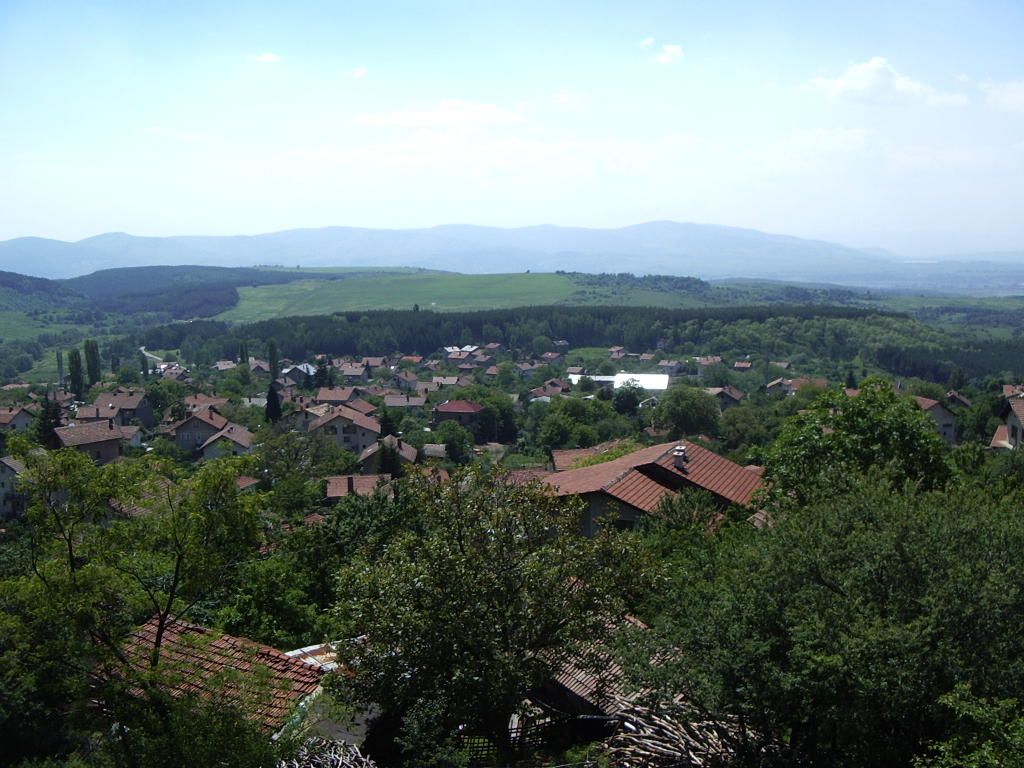
Vue de Kladnitsa
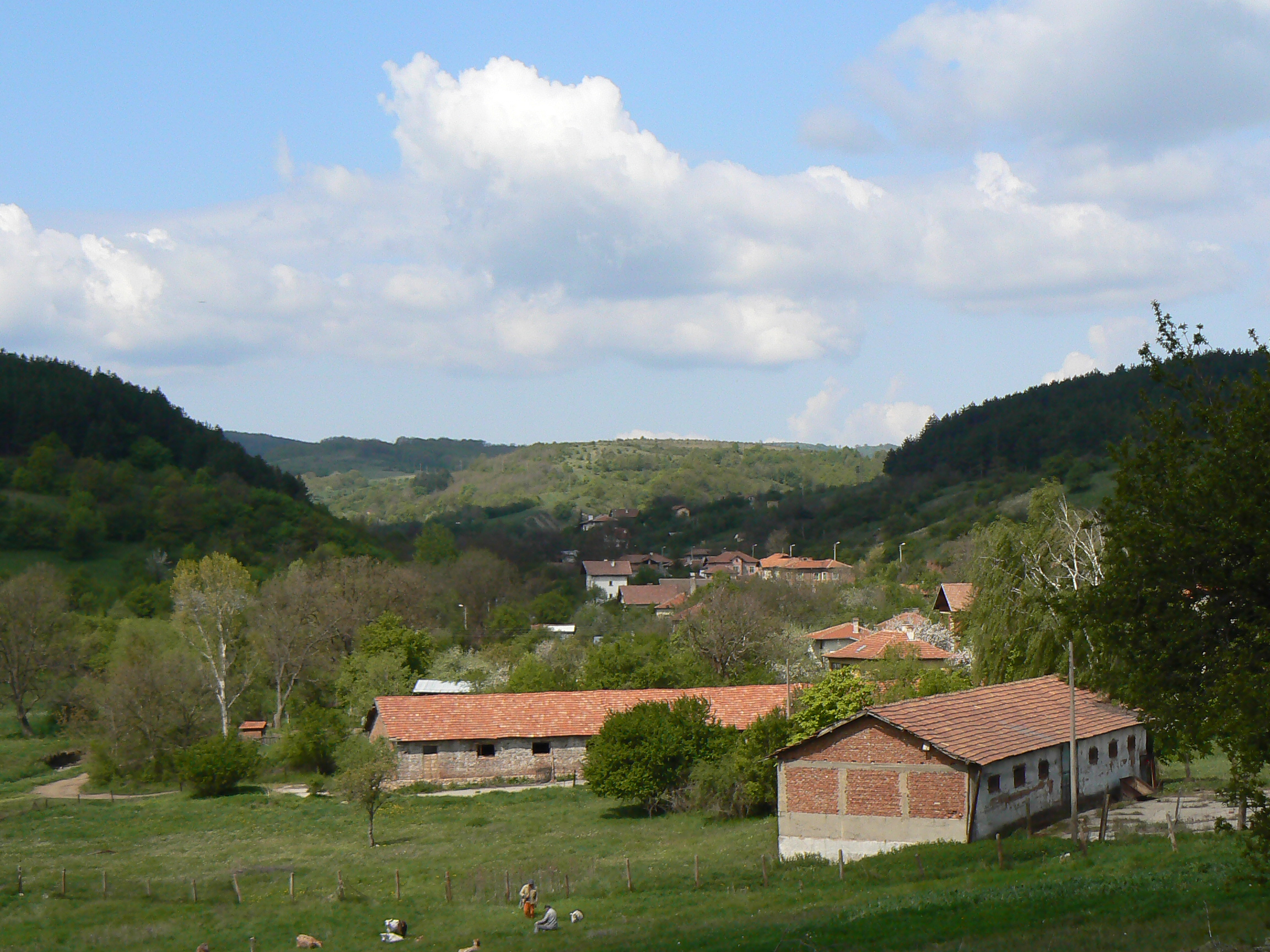
Vue du centre de Léskovéts
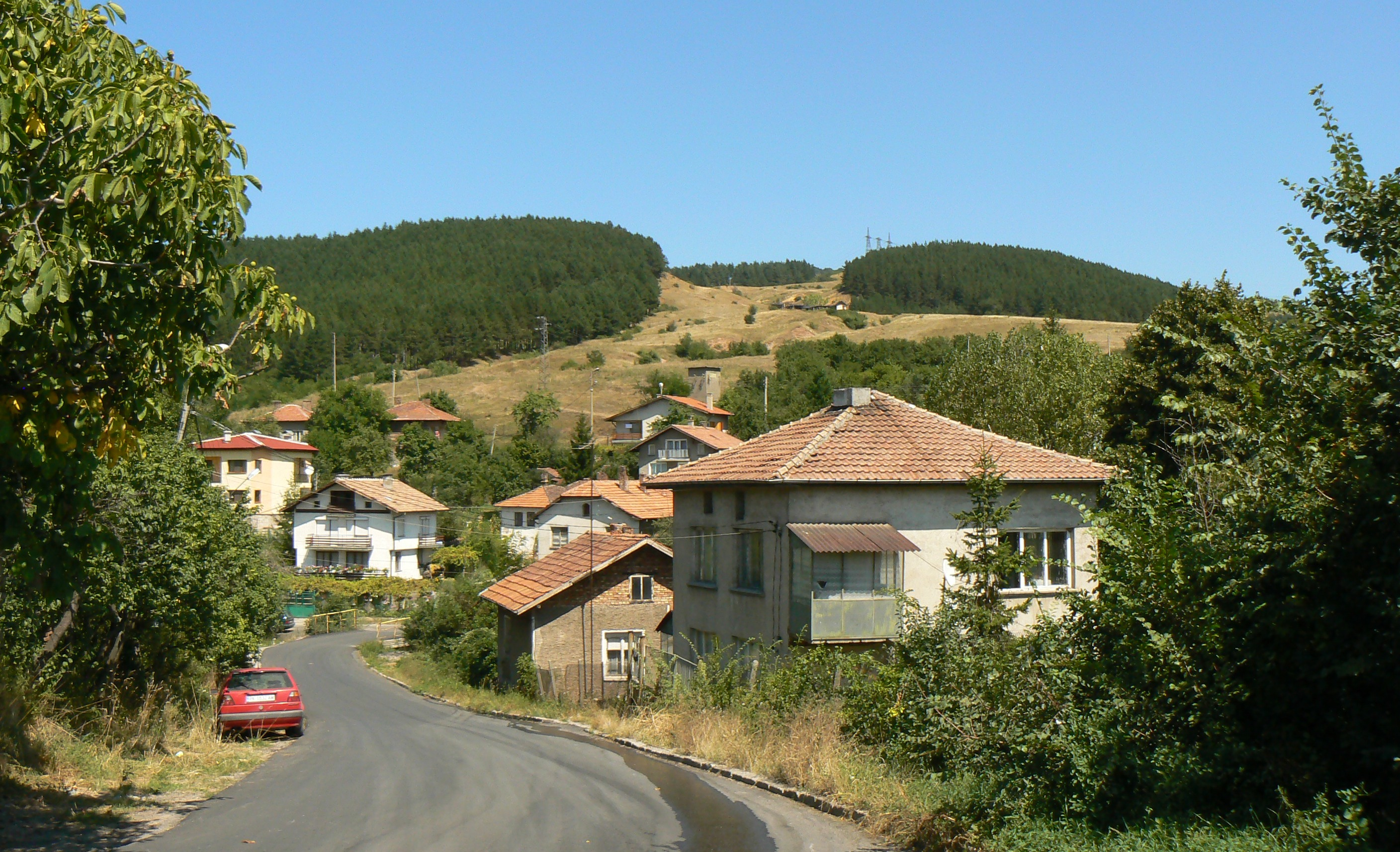
Vue du centre de Luline
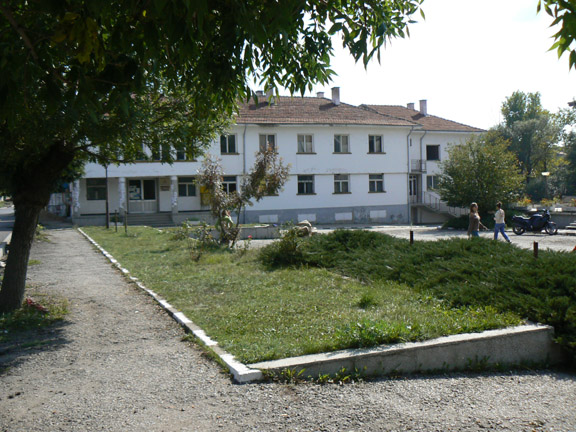
Le centre de Méchtitsa
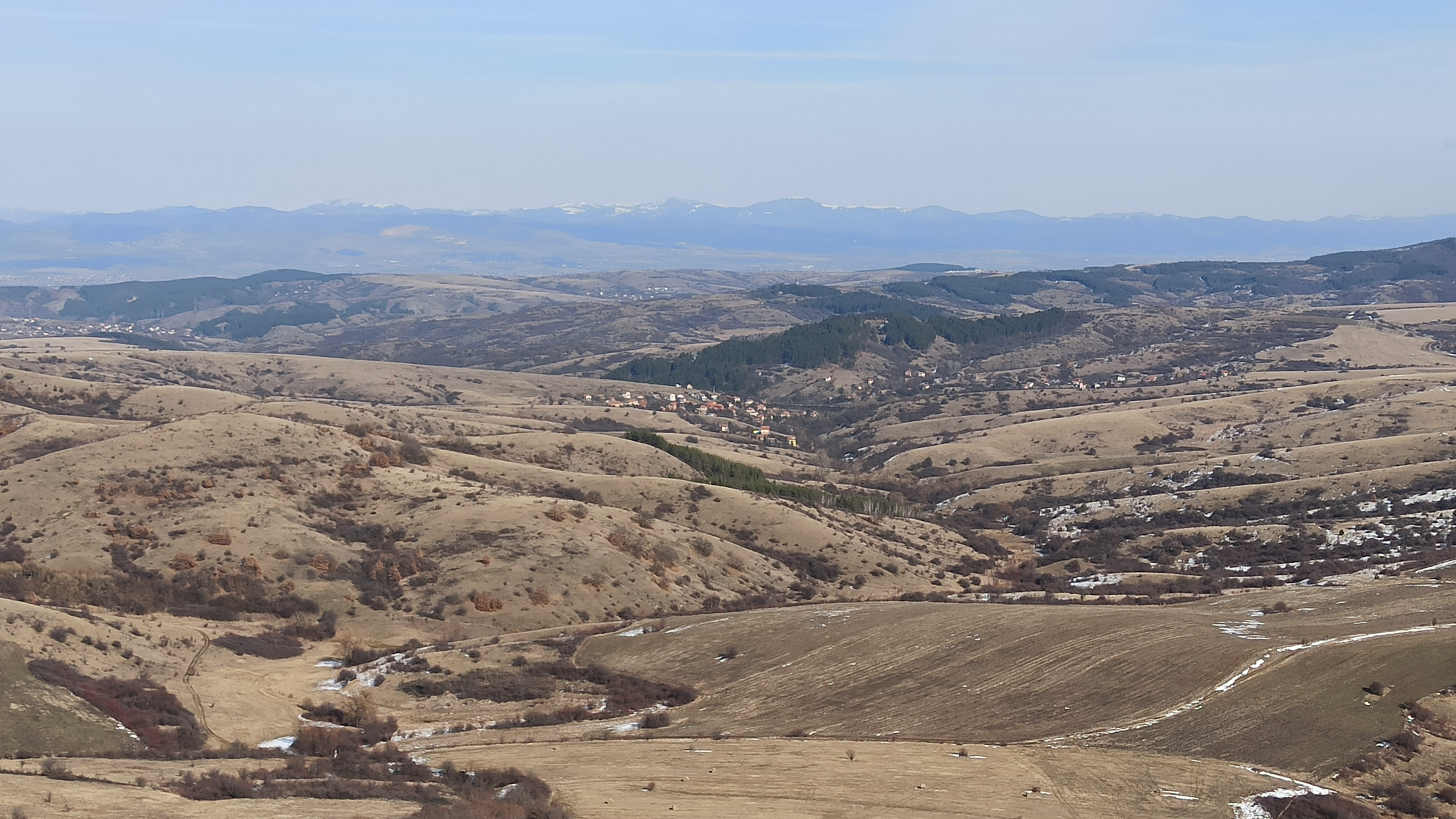
Vue de Radouy
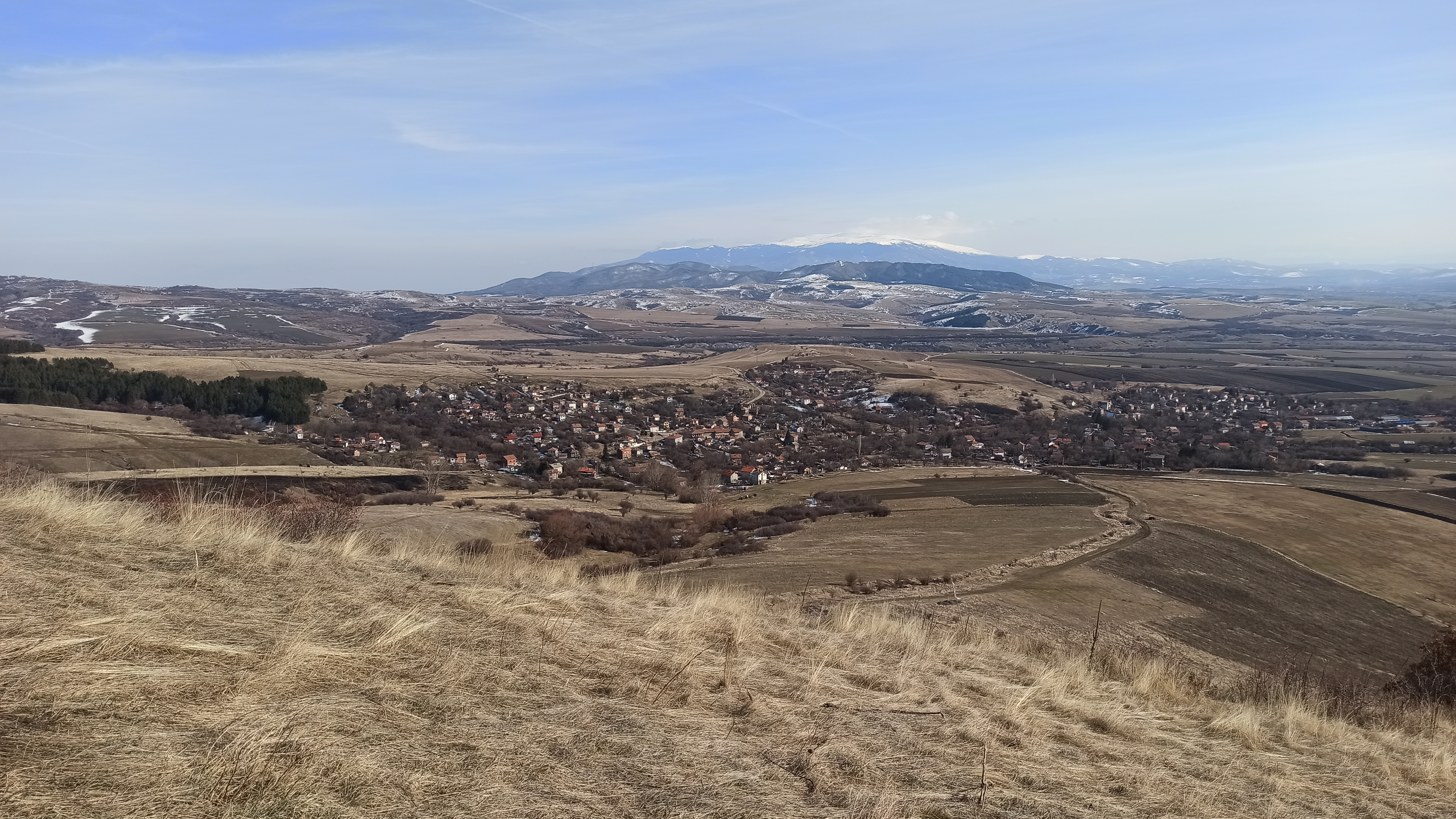
Vue générale de Rasnik et le Mont Vitocha au fond
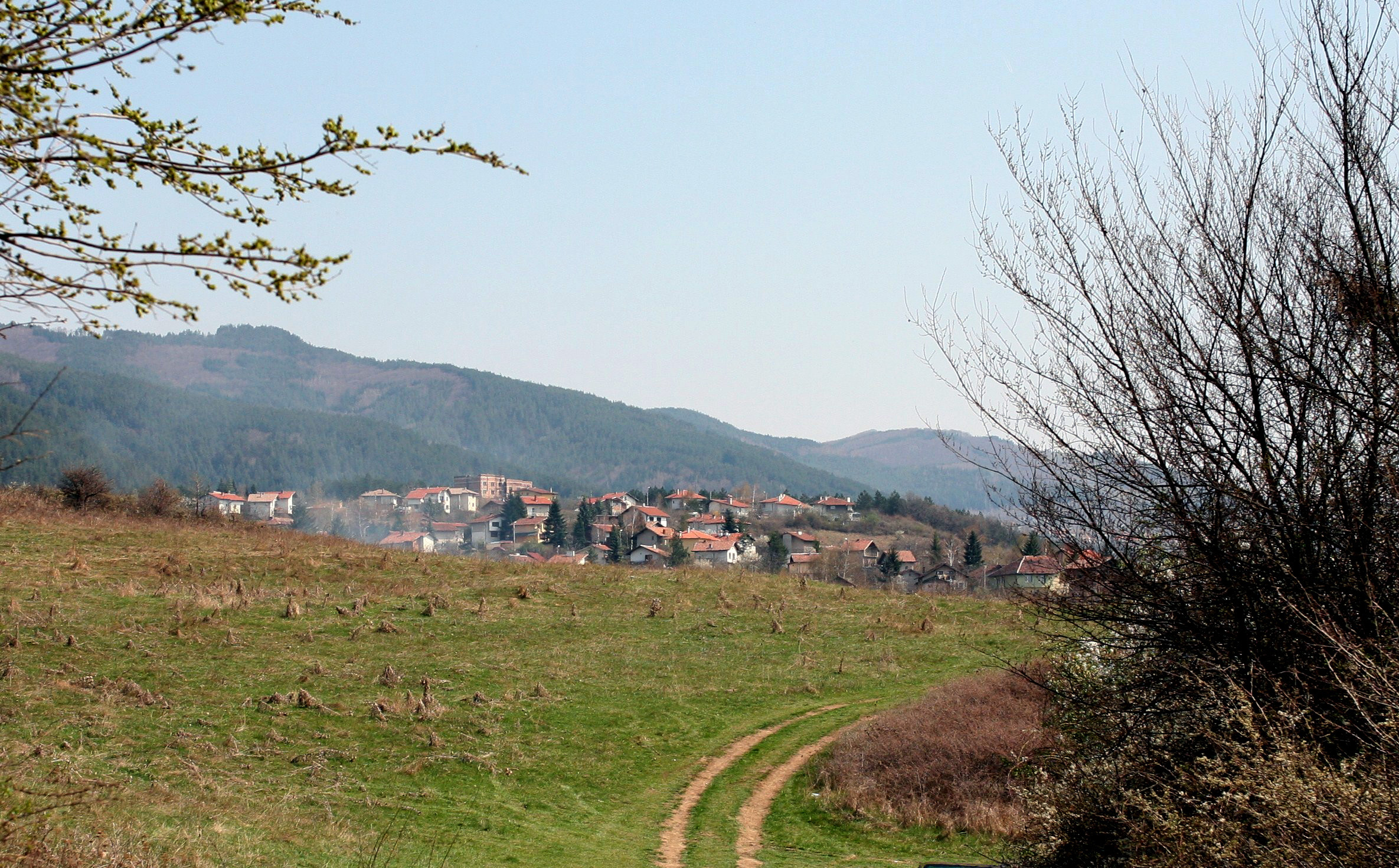
Vue générale de Roudartsi
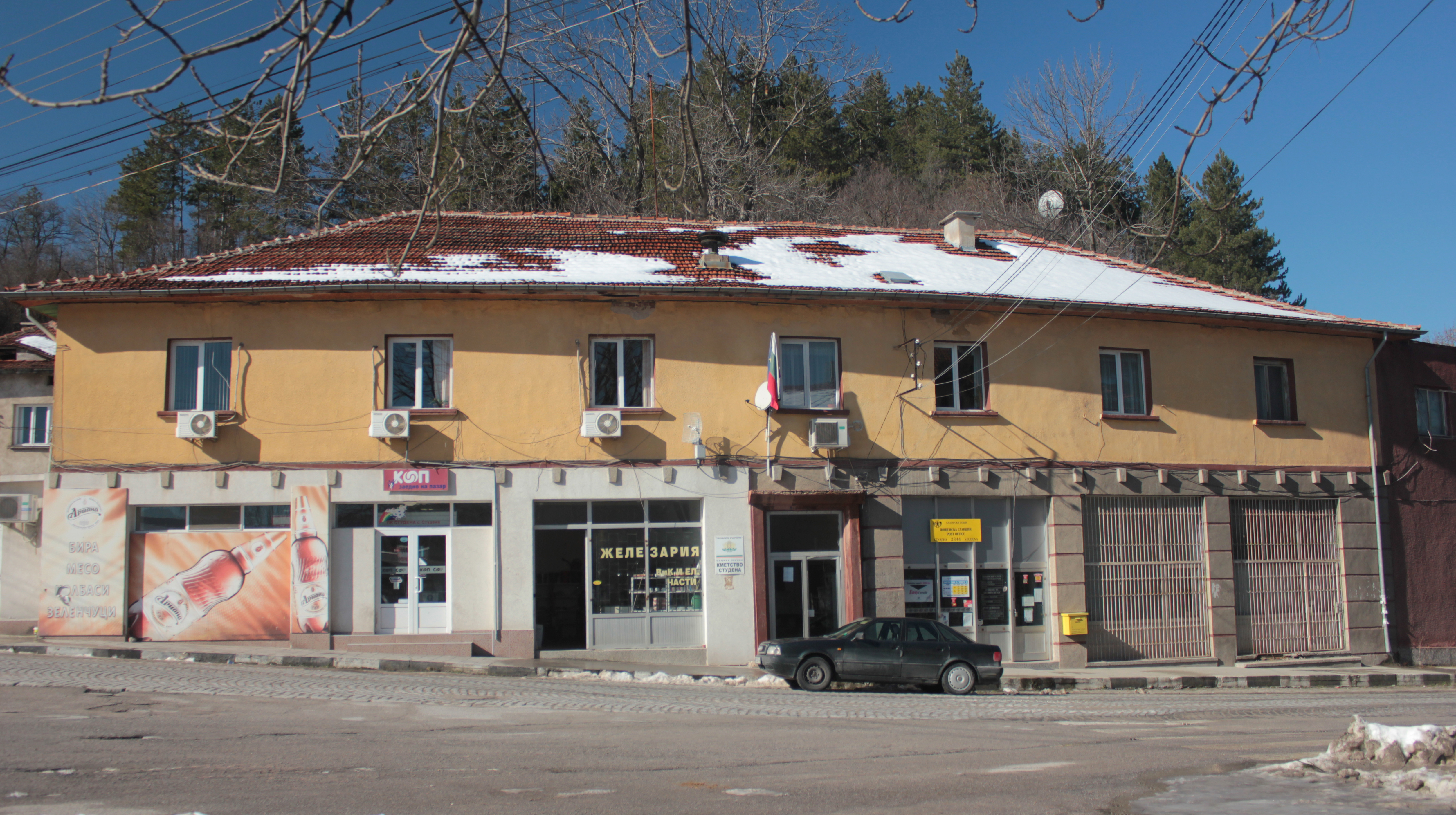
La mairie annexe de Stoudéna
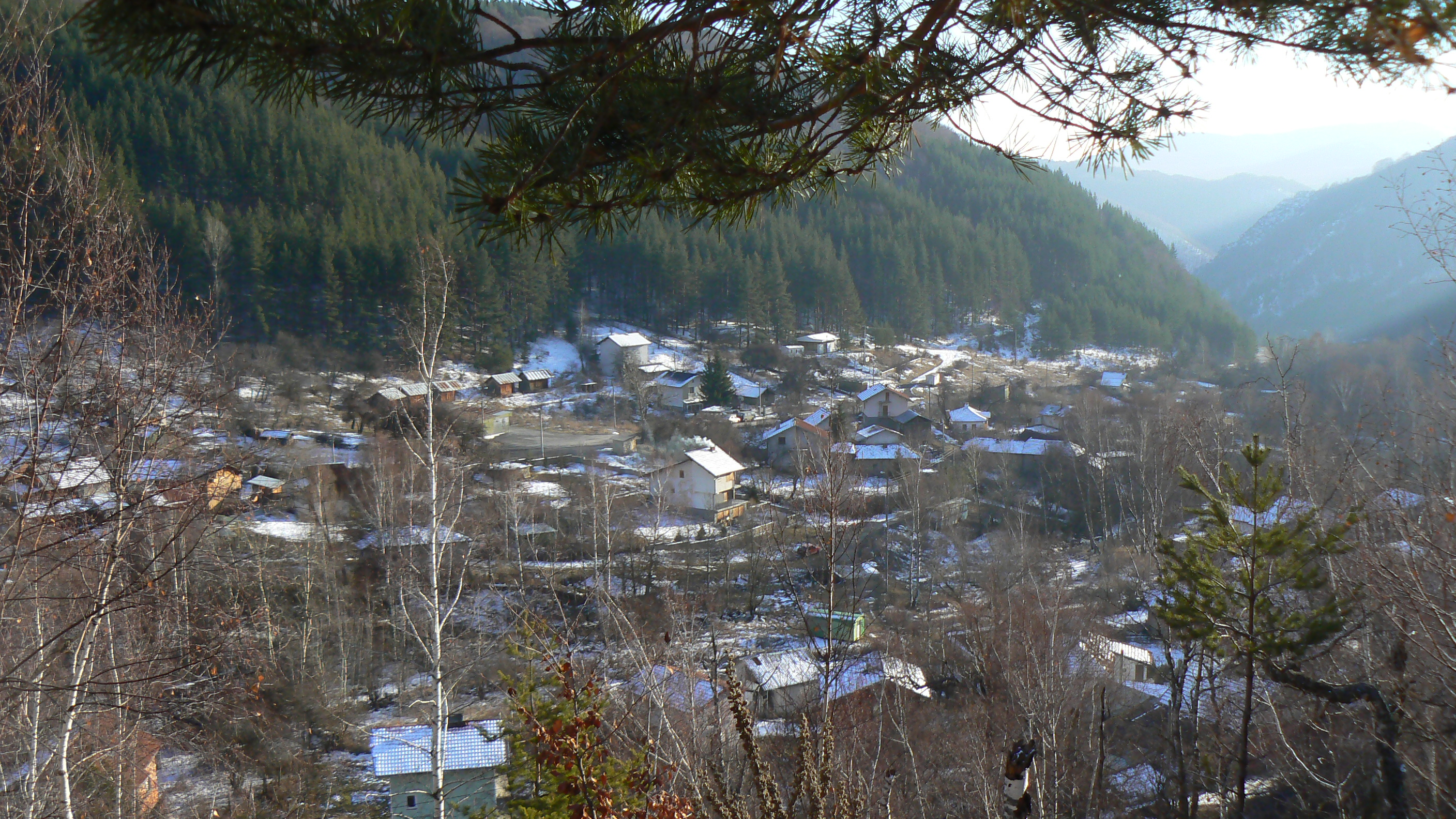
Vue générale de Tchouïpetlovo en hiver
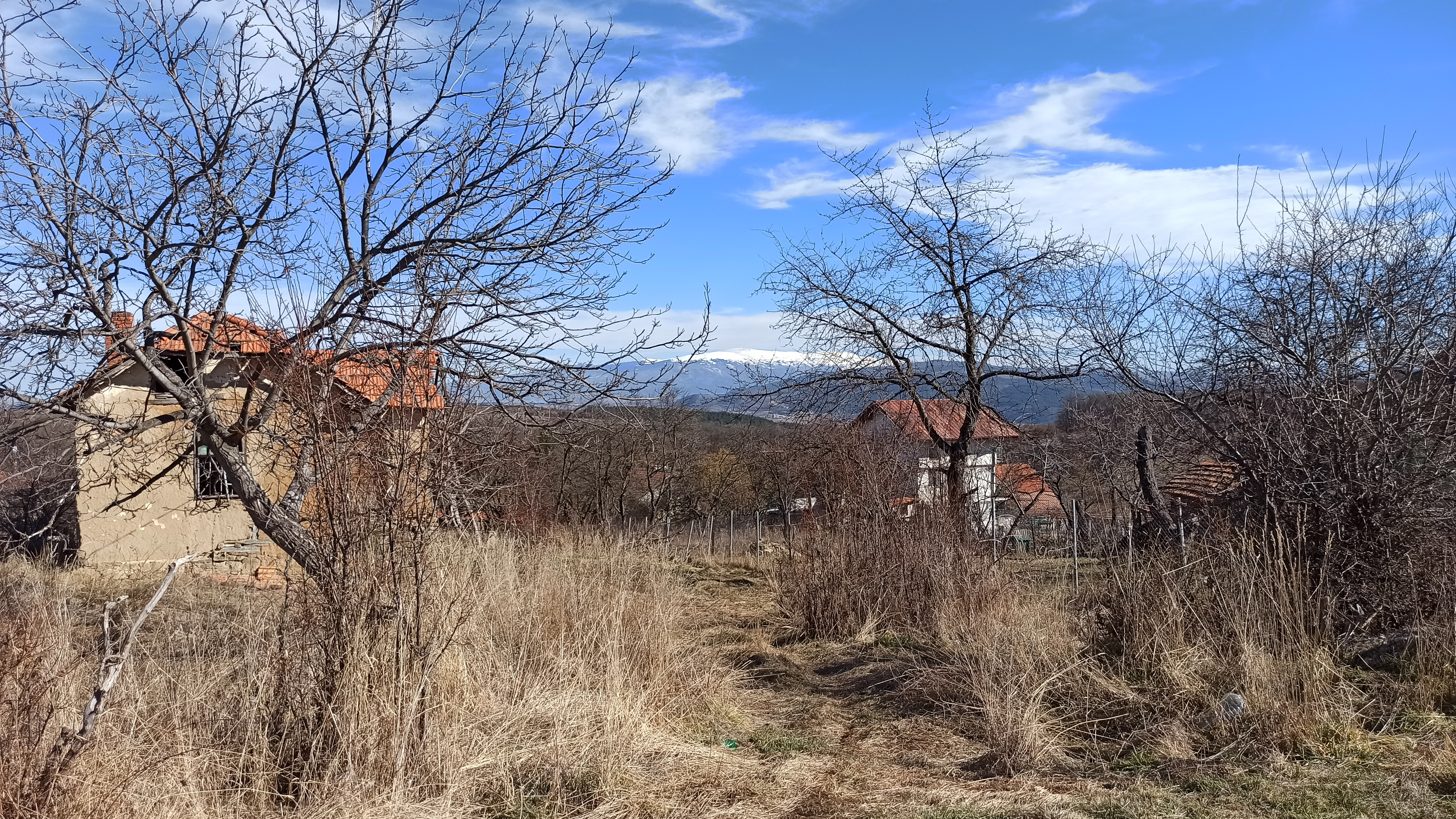
Maisons abandonnées à Planinistsa et le Mont Vitocha au fond